# Всехсвятский каменный мост
Всехсвя́тский ка́менный мост  (прежние названия — Всесвяцкий каменный мост, Всесвятский мост, Новый Каменный мост, Каменный мост) — первый постоянный каменный мост через Москву-реку, возведённый в конце XVII века. Мост соединял Замоскворечье с Белым городом с помощью проездной Всехсвятской башни, которая, как и мост, получила название от церкви Всех Святых. Располагался недалеко от устья Неглинки и Водовзводной башни Московского Кремля. Неоднократно обновлялся и перестраивался, просуществовал до 1850-х годов. На его месте в 1858-м был построен Большой Каменный мост.

## История

### Предыстория
В XII—XIII веках на месте будущего Каменного моста был брод, через который осуществлялся перевоз. Здесь проходила старинная Волоцкая торговая дорога из Великого Новгорода на Оку, в Рязань и другие приокские города через Волок Ламский. По обе стороны от Москвы-реки располагались лавки, кузницы и мелкие дворы ремесленников. Однако застройка на этой территории не была плотной, потому что правый берег реки часто затапливался и заболачивался.

### XVII век

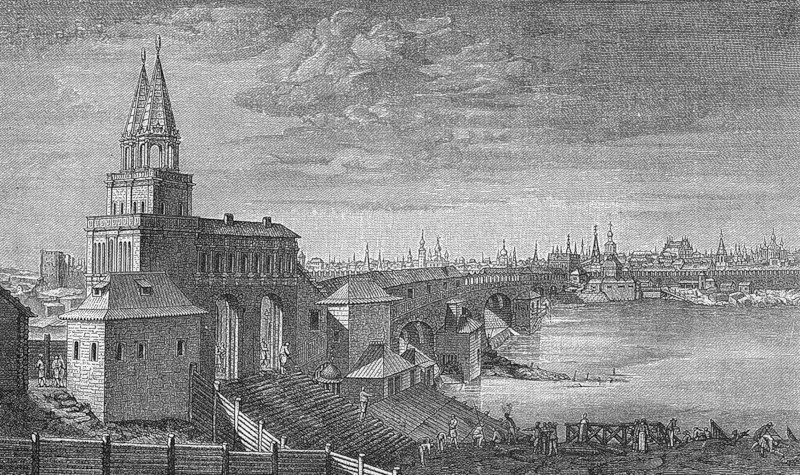
Всехсвятский каменный мост на панораме Москвы работы Питера Пикарта, начало XVIII века

#### Наплавной мост
В XVII веке на месте брода уже был сооружён деревянный наплавной мост, соединявший две стороны Замоскворечья. Эта конструкция представляла собой связанные друг с другом брёвна и доски, размещённые поверх плотов и закрывавшие около 100 метров поверхности воды. В случае нападения неприятеля с юга наплавные мосты можно было быстро разобрать. При этом Москва-река являлась надёжным оборонительным рубежом и южная стена Кремля оставалась в безопасности. Путешественник и церковный деятель Павел Алеппский описывал «москворецкие мосты» следующим образом:
Мост близ Кремля, насупротив ворот второй городской стены, возбуждает большое удивление: он ровный, сделан из больших деревянных брусьев, пригнанных один к другому и связанных толстыми веревками из липовой коры, концы коих прикреплены к башням и к противоположному берегу реки. Когда вода прибывает, мост поднимается, потому что он держится не на столбах, а состоит из досок, лежащих на воде, а когда вода убывает, опускается и мост. Когда подъезжает судно с припасами для дворца из областей Казанской и Астраханской… из Коломны… к мостам, утвержденным (на сваях), то снижают его мачту и проводят судно под одним из пролетов; когда же подходят к упомянутому мосту, то одну из связанных частей его освобождают от веревок и отводят ее с пути судна, а когда оной пройдет к стороне Кремля, то снова приводят ту часть (моста) на ее место. Здесь всегда стоит множество судов, которые привозят в Москву всякого рода припасы… На этом мосту есть лавки, где происходит бойкая торговля; на нем большое движение; мы постоянно ходим туда на прогулку… по нему беспрерывно движутся взад и вперед войска. Все городские служанки, слуги и простолюдины приходят к этому мосту мыть платье в реке, потому что вода здесь стоит высоко, в уровень с мостом.
В конце XVII века напротив моста появились Всехсвятские (Водяные) ворота Белого города, названные так по стоявшей неподалёку от нынешнего храма Христа Спасителя церкви Всех Святых. На тот момент Замоскворечье было оживлённым районом: здесь находились стрелецкие, ремесленные, дворцовые, садовые и огородные слободы. Деревянные наплавные мосты обыкновенно разводились перед весенним половодьем, осенью, зимой, а также для пропуска судов, что создавало дополнительные трудности и препятствовало постоянной переправе между берегами.

#### Проект Кристлера
С активным заселением берегов Москвы-реки возникла необходимость сооружения каменного моста и осуществления постоянной переправы. Однако опасность нападения неприятеля с юга, а затем польская интервенция начала XVII столетия остановила строительство. Более того, возведение моста через реку шириной более 50 саженей было технически трудным делом. Поскольку московские специалисты не имели опыта возведения длинных каменных мостов, в 1643 году по указу царя Михаила Фёдоровича в столицу был приглашен «палатный мастер» из Страсбурга Анце Яган (Ягон) Кристлер. Он был вызван «служить ремеслом своим, на своих проторях и снастях» и потому привёз с собой 1600 пудов нужных для «городового и палатного строительства» железных и медных деталей, инструментов, среди которых были медная печь, блоки, подпятки, долотники, молоты, пазники к деревянному делу, кирки, закрепки и другие орудия. Михаил Фёдорович лично контролировал проектирование. Сначала Кристлер представил чертежи и деревянный макет, «по которому быти сделану каменному мосту через Москву-реку». Помимо этого, мастер составил смету с подробным перечислением всех строительных материалов и видов работ. Проект семипролётного моста был представлен в Посольский приказ, но существующая смета там показалась завышенной. Во главе инспекции по строительству моста были думный дьяк Григорий Львов и каменных дел мастер Степан Кудрявцев, которые попросили Кристлера ещё раз дать письменный отчёт по затратам. По заявлению архитектора и его команды, своды моста «будут сделаны толсты и тверды, и от большой тягости никакой порухи не будет», и конструкция сможет устоять «от льду в два аршина». По задумке Кристлера, строение должно было соединяться с укреплениями, чтобы защитить подступы к столице. По мосту могли пройти войска и артиллерия.
У него [моста] будут сделаны шесть быков каменных острых, а на те быки учнет лед, проходя, рушиться, а тот рушенный лед учнет проходить под мост между сводов мостовых, а своды будут пространны, порожжего места будет по 40 аршин, а меж порожжих мест у столпов будут же сделаны отлоги острые; а от льду мосту порухи никакой не будет, укрепити его мочно. Своды у того моста будут по 40 аршин.Мастер Ягон Кристлер
По одной из версий, проект Кристлера не был принят. Согласно другой версии, макет представили царю, который осмотрел и поддержал проект. Царь повелел построить мост таким, «каков он образец ныне сделал и на чертеж написал». Зимой 1644—1645 годов закупались и заготавливались необходимые материалы. Для строительства моста с пятью сводами и шестью ледорезами был нужен белый камень длиной и шириной в один аршин в количестве 32 тысяч штук. В смете также указывались 6 тысяч блоков кирпича, 480 бочек (около 157 тонн) извести и 12 бочек горшечной золы. Несмотря на приготовления, проект моста так и не был реализован. После смерти царя в 1645-м строительство прекратили из-за дороговизны. Кристлера отправили в Троицкую лавру и Новгород для «городового дела», но в следующем году мастер умер. Алексей Михайлович от строительства моста у Всехсвятских ворот окончательно отказался.

#### Новый мост

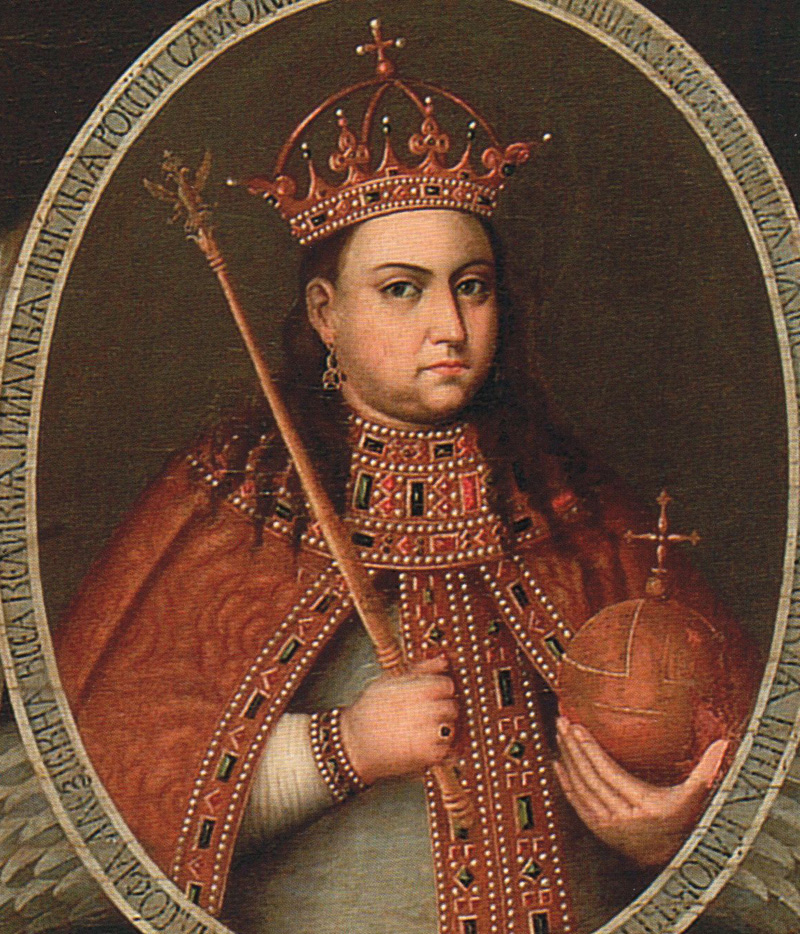
Портрет царевны Софьи Алексеевны, XVII век

К идее строительства каменного моста через Москву-реку власти вернулись через 40 лет. По одним данным, Всехвятский мост был возведён в 1682—1687 годах, по другим — в 1687—1692 годах по инициативе царевны Софьи и князя Василия Голицына. Фаворит царевны князь Голицын заботился о благоустройстве столицы: он поощрял каменное строительство и мощение улиц. Французский путешественник Невилль сообщал, что князь велел построить также на Москве-реке каменный мост «о 12 арках, очень высокий, ввиду больших половодий». В документах упоминается, что руководителем назначили «мостового каменного дела мастера» старца Филарета.
Новый Каменный мост возводился по сохранившейся деревянной модели Кристлера, однако с существенными изменениями и по новой технологии. Филарет построил восемь пролётов, уменьшавшихся от середины к берегам. Чётное количество сводов помогло смягчить «горбатость» постройки, опасной при зимней гололедице. Мост был высоким из-за частых весенних паводков. Подробной сметы о расходных материалах Каменного моста не сохранилось.
В 1692 году при Петре I мост был достроен и получил название Всехсвятского по расположенным на левом берегу Всехсвятской башне Белого города и церкви Всех Святых. Мост также называли Берсеневским по правобережному урочищу Берсеневка, Новым Каменным в отличие от Старого Каменного (Троицкого) моста через Неглинку и Козмодемьянским — по улице, на которую выходил мост в Замоскворечье. В XVIII веке на реке Неглинной и у восточной стены Кремля были построены другие каменные мосты, Всехсвятский мост стал именоваться Большим Каменным и это название за ним закрепилось. Мост находился, однако, не точно на месте современного: он начинался у подножия нынешнего Дома на набережной (красная линия которого соотнесена с линией старого моста) и вёл к месту, где теперь выходит к реке улица Ленивка. В то время эта улица представляла собой проезд к Всехсвятским воротам. Длина Всехсвятского моста составляла 170 метров (по другим данным — 149 метров), ширина — 22 метра с восьмью арками и пролётами до 15 метров.
На замоскворецкой стороне было сооружено предмостное укрепление — Шестивратная башня, которую также называли «Шестеро ворот». Она имела шесть воротных проёмов, обращённых к мосту и служивших для проезда к набережной. У башни было также несколько пирамидальных ярусов, соотнесённых с ярусами Боровицкой башни Кремля, и два шатра, увенчанных двуглавыми орлами. Башня имела нарядный архитектурный декор: второй и четвёртый ярусы были украшены колоннами с кубовидными капителями и кольцеобразными перехватами. Парапеты ворот разделялись столбиками с орнаментом. Башня была убрана ажурными фронтонами, живописными изразцами, столбиками с шарами и двурогими зубцами. Над воротами располагались «корчемная канцелярия» и тюрьма для уличённых в корчемстве. Над ними было устроено «верхнее гульбище». К Шестивратной башне примыкали вторая кремлёвская стена и стена Белого города. По концам моста находились торговые лавки, середину ограждали высокие парапеты. Внизу у опор работали мельницы.
Для своего времени мост был грандиозной постройкой, его считали «восьмым чудом света». Средства, потраченные на строительство, поразили современников, и в Москве возникла поговорка, существовавшая более полутораста лет: «Дороже Каменного моста!». В XIX веке в Нижегородской губернии также была записана поговорка: «Каменного моста лучше!». По свидетельству историка Москвы Ивана Снегирёва, Каменный мост «почитался одною из столичных диковинок, наравне с Иваном Великим, Сухаревой башней, Царь-колоколом, Царь-пушкою». Во время половодья и ледохода к мосту приходили москвичи, чтобы посмотреть, как льдины с шумом разбиваются о волнорезы каменных быков.
На Всехсвятском мосту, как и на других мостах средневековой Москвы, шла активная торговля. В XVIII веке наблюдатель сообщал: «В середине подобно Понте-Веккьо во Флоренции шла с обеих сторон аркада с прекрасным видом в одну сторону на Кремль и в другую — на Москву-реку, вплоть до Воробьёвых гор — от аркады к тому и к другому концу моста шли каменные лавки, также напоминая тем флорентийский мост». Торговцы предлагали готовую одежду, ткани, мануфактуру. Для состоятельных покупателей на мосту работал питейный дом «Заверняйка», для менее обеспеченных был открыт «Фортеный ледник». В начале XVIII века на мосту открылся Винный двор, до 1840 года здесь работал также Суконный двор. Мост был в 3-4 раза шире московских улиц и имел плотную застройку с обеих сторон. Во времена Петра I на Всехсвятском мосту располагались палата Предтеченского монастыря, четыре каменные палатки князя Александра Меншикова, табачная таможня и кабак. Под постройками были устроены верхние гульбища, от которых сход вёл на набережную, к Царицынскому лугу и Берсеневке. Посетители приходили на мост, чтобы купить товары, полюбоваться городскими видами, развлечься и выпить пива. Внизу между опорами-быками на реке устроили плотину и поставили водяные мукомольные мельницы, что способствовало разрушению опор и самого моста. Некоторые учёные также считают, что строители учли не все технологии строительства, предложенные Кристлером. Это могло ослабить конструкцию и увеличить смету.
С момента строительства Каменного моста по нему ежегодно проходили крестные ходы в Донской монастырь из Успенского собора в честь победы над ханом Казы-Гиреем. В 1696 году на Всехсвятской улице перед мостом возвели первые в Москве деревянные Триумфальные ворота для торжественной встречи Петра I и войска из Азовского похода. Ворота были украшены цветами, изображениями из античной истории и литературы, картинами на тему взятия Азова. Рядом с Триумфальной аркой поставили фигуры Геркулеса и Марса, на перилах лежали персидские ковры. Триумфальные ворота на мосту возводились также в 1774 году в честь победы Петра Румянцева-Задунайского под Кагулом и заключения Кючук-Кайнарджийского мира.

### XVIII век
Со временем Всехсвятский мост ветшал и разрушался. В 1731 году Анна Иоанновна приказала разобрать плотину, снести мельницы и некоторые лавки и расчистить быки, что освободило проход воде. Пожар 1737 года уничтожил деревянные лестницы у Всехсвятских ворот, впоследствии была разобрана примыкавшая к ним вторая кремлёвская стена. В XVIII веке Всехсвятский (Каменный) мост был связан с криминальной стороной жизни Москвы. Под ним собирались «воры» и «лихие люди» и проходить там в тёмное время суток было опасно.
Под пролётами существовал городской притон, который назывался «Под Каменным мостом». Самым известным обитателем криминального места являлся вор и разбойник Ванька-Каин. В 1750-х годах его банда была разгромлена, а главарь отправлен на каторгу. Считается, что именно от притона «Под Каменным мостом» появилось выражение «концы в воду», поскольку ограбленных людей часто сбрасывали в Москву-реку. Позже у Всехсвятских и «Шестерых» ворот установили рогатки с караульными, а полицейская команда проводила под мостом рейды.
В начале 1760-х годов Всехсвятский мост находился в ведомстве Московской губернской канцелярии, ответственной за его техническое состояние. За содержанием и чистотой постройки следила Московская полицмейстерская канцелярия. В 1765-м мост получил повреждения из-за наводнения и подлежал ремонту. Екатерина II выделила на его восстановление 3027 рублей 26 копеек. Реконструкцией моста руководил архитектор Дмитрий Ухтомский, который постарался упростить конструкцию и уменьшить нагрузку на опоры. Шестивратная башня была разобрана, часть торговых лавок снесена. Архитектор составил новые сметы и планы постройки. В 1775 году через Большой Каменный мост проходил последний путь Емельяна Пугачёва на казнь на Болотную площадь. По воспоминаниям очевидцев, на мосту тогда столпилось «бесчисленное множество народа».
В весеннее наводнение 1783 года мост сильно пострадал. Как докладывал Екатерине московский главнокомандующий граф Чернышёв, «[о]бвалились три арки моста… и бывшие на них 11 лавок каменных с разными мебелями купца Епанишникова, суммой на 1100 рублей. Упал один стоявший в это время на мосту и убит, а развалинами задавлены бывший под мостом рыбак и две бабы, у берега для мытья платья находившиеся». Для проведения восстановительных работ прорыли Водоотводный канал и построена деревянная Бабьегородская плотина, позволившая временно осушить русло реки и выполнить ремонт моста. В августе 1786 года мост вновь пострадал от наводнения, после чего его отремонтировали по приказу нового главнокомандующего графа Александра Брюса. В ходе реконструкции, продолжавшейся до 1792-го и стоившей 213 000 рублей, мост был укреплён, некоторые лавки на самом мосту снесены, по бокам устроены перила из белого камня. Для предотвращения дальнейших наводнений Водоотводный канал углубили, в результате чего Всехсвятскую улицу и Царицын луг больше не заливало. В 1790-х годах здесь была также построена высокая земляная дамба, которую замостили булыжником за счёт торгового люда.

### XIX—XX века

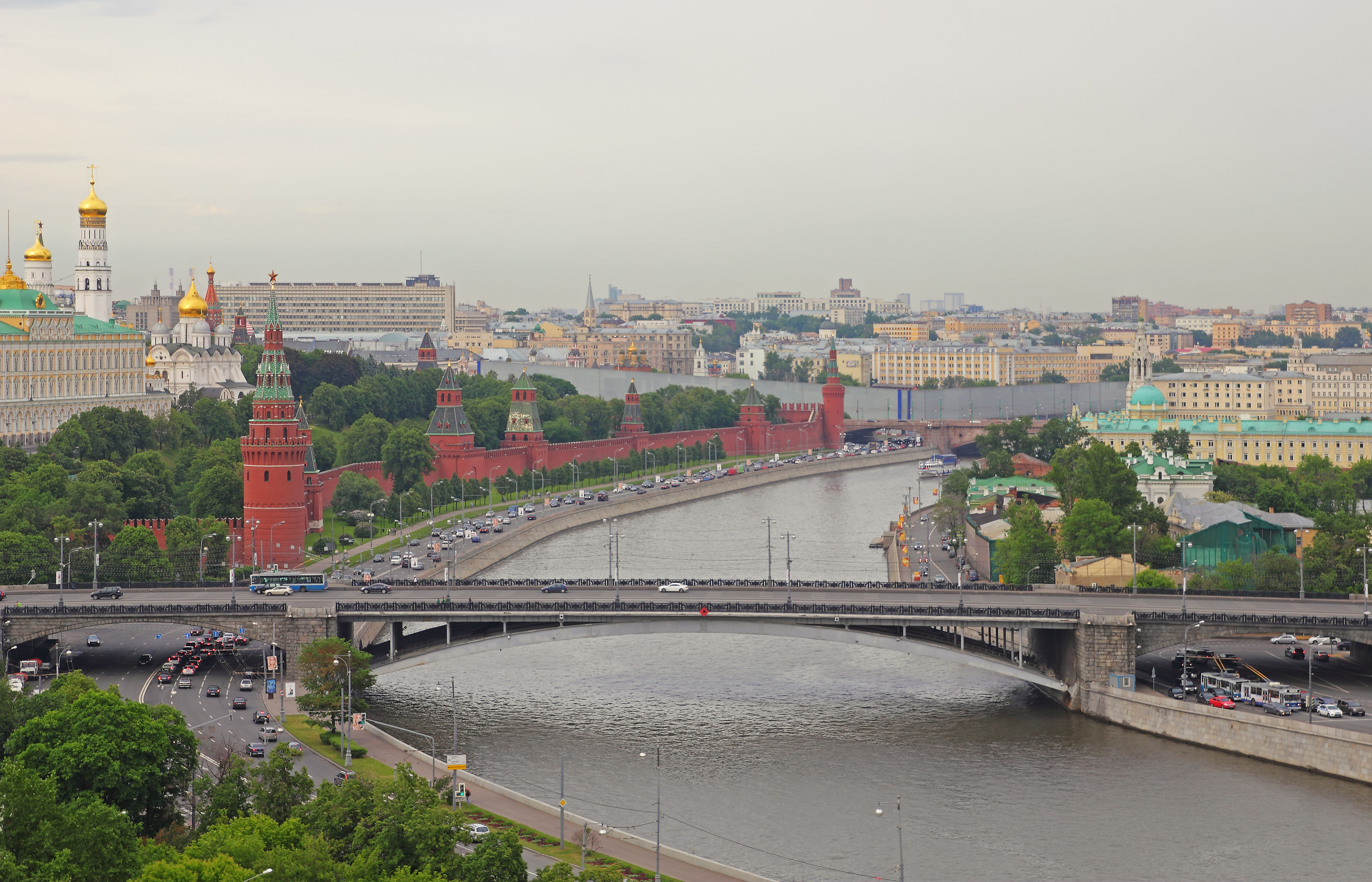
Вид на Большой Каменный мост с Храма Христа Спасителя, 2012 год

В 1809—1812 годах сооружение подверглось капитальному ремонту. В 1812-м мост пережил московский пожар и отступление армии Наполеона к Калужской заставе. После ухода французского войска по Каменному мосту долгое время перевозили строительные материалы для восстановления разрушенного города. К середине XIX века Всехсвятский мост сильно обветшал и нуждался в очередной реконструкции. Из сводов нередко выпадали камни, а подъём на мост с набережных стал вызывать неудобства. В 1850-х годах конструкцию было решено снести. Кладка моста оказалась настолько прочной, что местами её пришлось взрывать.
Сколько стоило усилий и иждивений, чтобы сломать этот двухвековой памятник! Самою трудностью сломки доказывалась прочность его кладки и доброта материала, из коего только одной части достаточно было на постройку огромного дома. Московские жители с любопытством и сожалением собирались смотреть на разрушение этого моста, который долго почитаем был одною из диковинок не только древней столицы нашей, но вообще и всей России.Иван Снегирёв
Городские предания сохранили память о первом каменном мосте через Москву-реку. По утверждению местных жителей, в городе сохранилось здание на Моховой улице (дом № 7), построенное из остатков Всехсвятского моста. Подтверждением этому служит заметка, в 1859 году напечатанная в «Московских губернских ведомостях»: «Из купленного оставшегося от разломки старого материала с добавлением нового, построен купцом Скворцовым большой доходный дом на углу Моховой, по проекту архитектора Никольского». Хотя других документальных свидетельств этому не найдено, москвоведы часто придерживаются данной версии. Также существует мнение, что опоры Дворцового (ныне — Лефортовского) моста были выполнены по образцу Всехсвятского. В 1859 году практически на том же месте, где располагался разрушенный мост, инженером Н. Н. Воскобойниковым был возведён первый в Москве металлический трёхпролётный мост. Новое сооружение, выполненное по проекту инженера Танненберга, сохранило название Большого Каменного моста. Речной пролёт был перекрыт арками, а мостовую покрывали лафетные плиты. Большой Каменный мост был разобран спустя 80 лет в связи со строительством канала имени Москвы и повышением уровня воды в реке.
Согласно Генеральному плану реконструкции Москвы 1935 года, в столице начали строить новые, более мощные мосты. В 1938-м несколько ниже по течению, недалеко от бывшего Большого Каменного моста, был возведён современный мост по проекту Владимира Щуко, Владимира Гельфрейха и Михаила Минкуса. Новый Большой Каменный мост имел три пролёта, а длина главной арки составляла 105 метров. Береговые пролёты были облицованы серым гранитом, что придало им вид тяжёлых каменных сводов. Новый мост смог обеспечить сквозное прохождение по Москве-реке волжских судов. На решётках моста осталось изображение советского герба Москвы. Сам мост изображён на обороте титульной страницы российского паспорта как часть панорамы Кремля.

## В искусстве и литературе

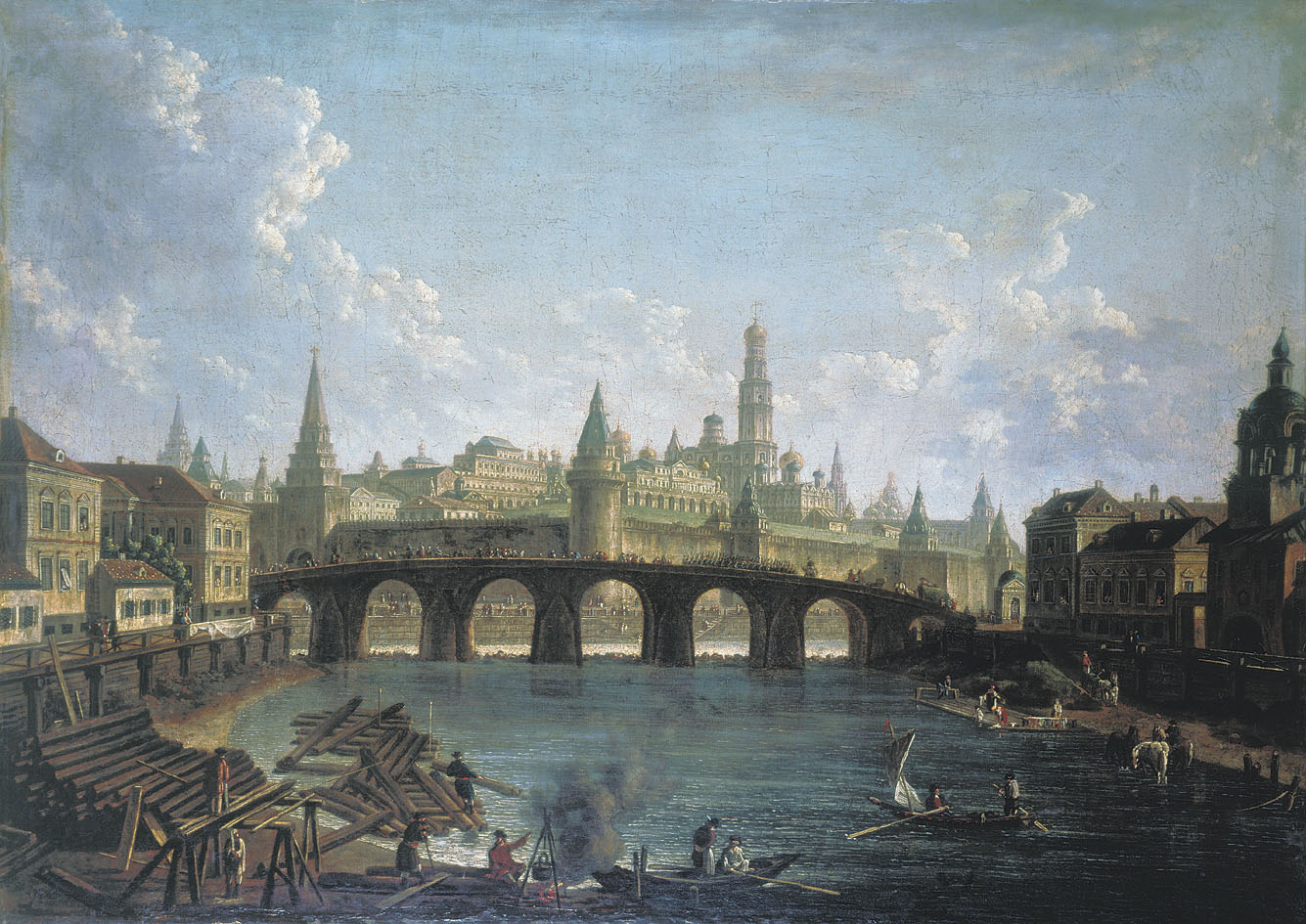
Картина Фёдора Алексеева «Вид Кремля и Каменного моста», 1800-е годы

В XVIII — первой половине XIX века Всехсвятский мост неоднократно изображался на картинах и гравюрах. Художники любили рисовать мост с берегов Москвы-реки на фоне Кремля или одного из кремлёвских строений на Боровицком холме, а также изображать мост вдали, как бы с высоты птичьего полёта. Впервые Всехсвятский каменный мост появился на известной гравюре Питера Пикарта «Вид Кремля из Замоскворечья» 1708 года. При сравнении с обмерными чертежами Дмитрия Ухтомского выяснилось, что гравёр передал лишь общие черты композиции моста, сильно погрешив в деталях и подчеркнув нехарактерные для этого сооружения архитектурные элементы.
На гравюре М. Г. Эйхлера «Вид Каменного моста и его окрестностей в Москве» хорошо читается ритмичное пролётное строение моста, но за дальностью расстояния не проработаны его детали. На картине Фёдора Алексеева «Вид Кремля и Каменного моста» 1800-х годов, изображена панорама ярко освещённого Кремля в живописных затенённых арках моста. Наиболее выразительное и достоверное художественное воплощение Всехсвятского каменного моста конца XVII века создал русский художник Аполлинарий Васнецов в 1901 году. На его большом полотне, ныне хранящемся в Ярославском художественном музее, изображён парадный въезд моста с шатровыми башнями-воротами со стороны Замоскворечья на фоне Кремля, с чередой арочных пролётов. Второй раз художник вернулся к этой теме в 1922-м. Акварель «Расцвет Кремля. Всесвятский мост и Кремль в конце 17-го века» была специально написана в цикле работ-реконструкций облика старой Москвы, предназначенных для Московского коммунального музея, незадолго до этого размещённого в Сухаревой башне. Работа очень близка первой композиционно, но отличается в деталях.
Упоминания о Всехсвятском мосте встречается в фольклоре и в классической литературе как характерная черта народного и купеческого московского быта. Правнучка историка Василия Татищева Елизавета Янькова в «Рассказах бабушки» описывает свои воспоминания о Каменном мосте: «Каменный мост я застала с двойною башней наподобие колокольни; он был крытый, и по сторонам торговали детскими игрушками. Самые лучшие из игрушек были деревянные козлы, которые стукаются лбами. Были игрушки и привозные, и заграничные; их продавали во французских модных лавках, и очень дорого»". Каменный мост также фигурирует в повести Александра Пушкина «Капитанская дочка»:
Мы пришли на Каменный мост,
где воришкам был погост,
И кои требовали от меня денег.
Но я хотя отговаривался, 
однако дал им двадцать копеек.
В середине XIX один из членов московской купеческой семьи Вишняковых описывал мост в своих воспоминаниях:
Большой Каменный мост был выстроен горбом, с сильным подъемом от берегов. Посредине его находился главный проезд для экипажей, вымощенный булыжником; по бокам были широкие, сажени в две, проходы для пешеходов, вымощенные плитами и отгороженные от средины моста и от реки каменными брустверами. По соображениям общественной безопасности проходы почти всегда были загорожены рогатками, и пешеходам предоставлялось шествовать по среднему проезду, предназначенному для экипажей. Содержался мост крайне неопрятно: ни пыль, ни грязь с него никогда не сметались. Особенно грязны были боковые проходы, на которых пыль и сор лежали большими кучами. При ветре все это поднималось на воздух и носилось облаками по всем направлениям. С набережной мост представлял внушительную и характерную массу, интересный памятник старины, который стоило поддерживать. А этого-то именно и не было: мостовая была в ужасном состоянии, плиты в проходах разъехались, так же как и огромные камни бруствера. Очевидно, на мост махнули рукой.